# Virginie Loveling
Marie Virginie Loveling, née à Nevele le 17 mai 1836 et morte à Gand le 1er décembre 1923, est une femme de lettres belge d'expression néerlandaise. 

## Biographie
Virginie Loveling est née et grandit à Nevele, en Flandre-Orientale, et fait ses débuts en littérature avec sa sœur Rosalie en écrivant des poèmes réalistes et observateurs ayant une nuance sentimentale. Virginie obtient la nationalité belge après la mort de sa mère en 1879. Son père, Anton Loveling, est en effet originaire de Papenburg, en Basse-Saxe.
Elle continue à écrire après la mort précoce de Rosalie, en 1875, principalement des nouvelles et des romans dans un style assez sobre et réaliste. Elle est libre-exaministe et anticléricale. Les violentes oppositions politiques de son temps inspirent ses deux œuvres anticatholiques (In onze Vlaamsche gewesten. Politieke schetsen, 1877 et Sophie, 1884), où elle prend position contre le clergé qui avait, selon elle, une influence trop importante dans les campagnes. Ainsi, Sophie décrit, par exemple, la guerre scolaire dans la campagne flamande.
Puis une période de stabilité et de maturité débute au cours de laquelle elle écrit de nombreuses nouvelles, des livres pour enfants, des essais (entre autres sur le folklore), mais surtout des romans dont l'action se déroule en général dans la campagne de Flandre-Orientale.
Ses romans Een dure Eed (1891) (couronné par le Prix quinquennal de littérature néerlandaise) et De twistappel (1904) comptent parmi ses chefs-d'œuvre. Het revolverschot (1911) a pour thème l'amour tragique de deux sœurs pour le même homme et est considéré comme l'un de ses meilleurs romans. En 1912, elle coécrit avec son neveu Cyriel Buysse Levensleer, un roman humoristique sur la bourgeoisie fransquillonne de Gand.
Virginie Loveling est une femme très cultivée, émancipée et maitrise plusieurs langues (entre autres l'allemand, le français et l'italien). Elle fait également quelques grands voyages. Ainsi, elle accompagne durant l'automne 1886 le couple de Deurwaerder-Fobe lors d'un voyage dans le Sud. Ils restent deux mois à Nice, puis visitent l'Italie. Elle entreprend aussi un voyage d'un mois en Australie en 1899.
Au cours de la Première Guerre mondiale, elle tient un journal intime dont une édition complète paraît pour la première fois en 1999. Elle l'écrit en cachette et dissimule ses textes si bien qu'une fouille de sa maison par la police secrète allemande ne les retrouve pas.

## Œuvres
- 1876 – Kromme Cies
- 1877 – In onze Vlaamsche gewesten (publié sous le pseudonyme de W. G. E. Walter)
- 1879 – Drie Novellen
- 1883 – Het hoofd van 't huis
- 1884 – Sophie
- 1888 – Op Bovegem
- 1890 – Een winter in het Zuiderland
- 1891 – Idonia
- 1891 – Een dure eed
- 1893 – Een idylle
- 1893 – Een vonkje van genie
- 1895 – De bruid des Heeren
- 1895 – Mijnheer Connehaye
- 1896 – Het land der verbeelding
- 1897 – Madeleine
- 1904 – De twistappel
- 1906 – Het lot der kinderen
- 1906 – De groote manoeuvers
- 1907 – Jonggezellenlevens
- 1911 – Een revolverschot Publié en français sous le titre Un coup de revolver, Cambourakis, 2025
- 1915 – Bina
- 1925 – Van hier en elders, comprenant Een karmelietes, Madame Barré, Drie kleine schetsen, Plaatje Mulderman, Levensbeeldjes, Stoombootindrukken, Baron en Baronesken, Boerenidilletje et Het Onze Vader

Œuvres coécrites avec Rosalie Loveling
- 1870 – Gedichten (deux éditions augmentées ont paru en 1877 et en 1889)
- 1874 – Novellen
- 1875 – Nieuwe novellen
- 1882 – Polydoor en Theodoor en andere novellen en schetsen

Œuvre coécrite avec Cyriel Buysse
- 1912 – Levensleer

## Récompenses et distinctions
- 1895 : Staatsprijs voor Letterkunde pour Een dure eed